# Газанфар Алі Хан
Газанфар Алі Хан (англ. Gazanfar Ali Khan) — пакистанський військовий та дипломат. Генерал-майор. Надзвичайний і Повноважний Посол Пакистану в Україні.

## Біографія
Народився в Пакистані. Отримав ступінь магістра військових досліджень, випускник командно-штабного коледжу, Кветта, Військового коледжу Франції, Національного коледжу оборони в Ісламабаді, а також прослухав технічний курс в Коледжі з електротехніки та інженерів-механіків Пакистану. Володіє англійською мовою, французька мова та урду.
З 05.1969 року на військовій службі в Збройних Силах Пакистану, Командир піхотного батальйону, бригади та дивізії.
Займав посаду інструктора коледжу командування та штабу протягом двох років. Служив на різних посадах, був заступником начальника Генерального штабу і заступник начальника Генерального штабу в Ставці, Равалпінді.
Був Генеральним директор з виробництва боєприпасів Міністерства оборонної промисловості (два роки).
З 08.1993 по 03.1998 — Служив військовим секретарем президента Пакистану Фарук Ахмед Хан Легарі.   
З 07.05.2007 - 27.08.2010 — Надзвичайний і Повноважний Посол Ісламської Республіки Пакистан в Києві

## Нагороди та відзнаки
- орден Хілал-і-Імтіаз (Hilal-i-Imtiaz[en]) — за заслуги протягом 37 років служби в армії.